# Maximilian Entrup
Maximilian Entrup (sinh ngày 25 tháng 7 năm 1997) là một cầu thủ bóng đá chuyên nghiệp người Áo đang chơi cho câu lạc bộ Hartberg tại Austrian Football Bundesliga và đội tuyển quốc gia Áo.

## Thống kê sự nghiệp

### Câu lạc bộ
Tính đến ngày 17 tháng 3 năm 2024
| Club                   | Season       | League                     | League | League | Cup  | Cup   | Europe | Europe | Other | Other | Total | Total |
| Club                   | Season       | Division                   | Apps   | Goals  | Apps | Goals | Apps   | Goals  | Apps  | Goals | Apps  | Goals |
| ---------------------- | ------------ | -------------------------- | ------ | ------ | ---- | ----- | ------ | ------ | ----- | ----- | ----- | ----- |
| Floridsdorfer AC       | 2015–16      | Austrian 2. Liga           | 18     | 3      | —    | —     | —      | —      | —     | —     | 18    | 3     |
| Rapid Wien             | 2016–17      | Austrian Bundesliga        | 2      | 0      | 0    | 0     | 1      | 0      | —     | —     | 3     | 0     |
| Rapid Wien II          | 2016–17      | Austrian Regionalliga East | 2      | 0      | —    | —     | —      | —      | —     | —     | 2     | 0     |
| St. Pölten (loan)      | 2017–18      | Austrian Bundesliga        | 7      | 0      | —    | —     | —      | —      | —     | —     | 7     | 0     |
| St. Pölten Juniors     | 2017–18      | Austrian Regionalliga East | 15     | 9      | —    | —     | —      | —      | —     | —     | 15    | 9     |
| Lafnitz                | 2018–19      | Austrian 2. Liga           | 21     | 4      | 0    | 0     | —      | —      | —     | —     | 21    | 4     |
| Lafnitz                | 2019–20      | Austrian 2. Liga           | 8      | 1      | 1    | 0     | —      | —      | —     | —     | 9     | 1     |
| Lafnitz                | Total        | Total                      | 29     | 5      | 1    | 0     | —      | —      | —     | —     | 30    | 5     |
| Laftniz II             | 2018–19      | Landesliga                 | 1      | 5      | —    | —     | —      | —      | —     | —     | 1     | 5     |
| FCM Traiskirchen       | 2019–20      | Austrian Regionalliga East | 2      | 0      | —    | —     | —      | —      | —     | —     | 2     | 0     |
| FCM Traiskirchen       | 2021–22      | Austrian Regionalliga East | 13     | 8      | 1    | 0     | —      | —      | —     | —     | 14    | 8     |
| FCM Traiskirchen       | Total        | Total                      | 15     | 8      | 1    | 0     | —      | —      | —     | —     | 16    | 8     |
| FC Marchfeld Donauauen | 2021–22      | Austrian Regionalliga East | 10     | 10     | 0    | 0     | —      | —      | —     | —     | 10    | 10    |
| FC Marchfeld Donauauen | 2022–23      | Austrian Regionalliga East | 27     | 21     | 1    | 1     | —      | —      | —     | —     | 28    | 22    |
| FC Marchfeld Donauauen | Total        | Total                      | 37     | 31     | 1    | 1     | —      | —      | —     | —     | 38    | 32    |
| Hartberg               | 2023–24      | Austrian Bundesliga        | 17     | 9      | 2    | 3     | —      | —      | —     | —     | 19    | 13    |
| Career total           | Career total | Career total               | 143    | 70     | 5    | 4     | 1      | 0      | 0     | 0     | 149   | 75    |

1. ↑  Appearances in UEFA Europa League

### Quốc tế
Tính đến ngày 26 tháng 3 năm 2024
| Đội tuyển quốc gia | Năm  | Trận | Bàn |
| ------------------ | ---- | ---- | --- |
| Áo                 | 2023 | 1    | 0   |
| Áo                 | 2024 | 1    | 1   |
| Tổng               | Tổng | 2    | 1   |

Bàn thắng và kết quả của Áo được để trước.
| #  | Ngày                | Địa điểm                              | Đối thủ    | Bàn thắng | Kết quả | Giải đấu |
| -- | ------------------- | ------------------------------------- | ---------- | --------- | ------- | -------- |
| 1. | 26 tháng 3 năm 2024 | Sân vận động Ernst Happel, Vienna, Áo | Thổ Nhĩ Kỳ | 6–1       | 6–1     | Giao hữu |